# Рот (Вестервальд)
Рот (нем. Rott) — община в Германии, в земле Рейнланд-Пфальц.
Входит в состав района Альтенкирхен-Вестервальд. Подчиняется управлению Фламмерсфельд. Население составляет 451 человек (на 31 декабря 2010 года). Занимает площадь 9,79 км².